# Weronika Bernazkaja
Weronika Bernazkaja (kirgisisch Вероника Бернацкая) ist eine kirgisische Fußballschiedsrichterin.
Seit 2018 steht sie auf der Liste der FIFA-Schiedsrichter und leitet internationale Fußballspiele.
Bei der Asienmeisterschaft 2022 in Indien leitete Bernazkaja ein Spiel in der Gruppenphase. Beim olympischen Fußballturnier 2024 wurde sie als Unterstützungsschiedsrichterin eingesetzt. Im selben Jahr wurde sie für die U-20-Weltmeisterschaft 2024 in Kolumbien nominiert, bei der sie zwei Gruppenspiele leitete.